# مضمرة (النادرة)

تعديل مصدري - تعديل

مضمرة محلة تابعة لقرية بيت العزاني، التابعة لعزلة الفجرة بمديرية النادرة إحدى مديريات محافظة إب في الجمهورية اليمنية، بلغ تعداد سكانها 253 حسب تعداد اليمن لعام 2004.